# Pressure (álbum)
Pressure es el tercer álbum de estudio de la banda estadounidense de metalcore Wage War. Fue lanzado el 30 de agosto de 2019 a través de Fearless Records y fue producido por  Andrew Wade, Drew Fulk y Jeremy McKinnon.

## Antecedentes y grabación
Sobre el álbum, su título y el concepto de presión, la banda declaró: "Cada vez que empiezas a hacer un disco, hay presión. Lo que pasas en ese estudio con esa gente afecta los próximos años de tu carrera y si tocas Si tienes las cartas bien, puede cambiar tu vida. Realmente se sintió como una situación decisiva. La 'Presión' para hacer el álbum perfecto de Wage War, uno que coseche lo que la gente ha llegado a amar de nuestra banda y al mismo tiempo siga creciendo y explorando cosas nuevas. territorio y esforzarnos más que nunca".
"Sin embargo, esa no es la única presión de la que habla este álbum. Hay canciones en el álbum que tratan sobre la salud mental y la presión de actuar 'bien' incluso cuando las cosas no están bien. Hay canciones en el álbum que hablan de no sucumbir a la presión y ser simplemente una cara más entre la multitud, pero más aún hacer un cambio en ti mismo y en el mundo que te rodea. Estar en una banda, hacer música, tocar shows de una forma u otra, todo viene con una "presión" y cómo Lo que enfrentas es lo que determina quién eres. Este disco es nuestra respuesta".
Cuando se le preguntó sobre la grabación del álbum, Cody Quistad declaró: "Estábamos todos fuera de nuestra zona de confort, lo cual fue realmente genial, no podíamos simplemente irnos a casa después del día. Todos vivíamos en la misma casa. Fue una gran oportunidad". para que nos reconectáramos. Íbamos juntos a espectáculos, regresábamos y escribíamos a las 2 a. m.. Los Ángeles es inspirador, porque hay un impulso y pasión juvenil. Todos están allí para perseguir un sueño. Te da una mentalidad. Hablas sobre ir a Los Ángeles a hacer un disco cuando tienes 13 años. Era una lista de deseos para nosotros". "Low" fue la primera canción que se completó después del lanzamiento de Deadweight. "Comenzó como lo hacen la mayoría de las canciones con el riff principal". La banda grabó una demostración durante el Vans Warped Tour 2018.
"Recurrimos a Andrew Wade y Jeremy McKinnon para la parte de producción e ingeniería y fue un honor que la leyenda del metal, Mark Lewis, la mezclara. La canción pasó por muchos cambios estructurales antes de aterrizar en lo que es hoy. 'Low' representa todo lo que esperas de Wage War, pero en su estado más refinado".

## Lanzamiento y promoción
El 9 de enero de 2019, la banda lanzó un sencillo titulado "Low" a través de su sello Fearless Records. Seis meses después, el 9 de julio, lanzaron un segundo sencillo, "Who I Am". Luego, ese mismo mes, el 30 de julio, la banda lanzó dos sencillos, "Prison" y "Me Against Myself". Además de las novedades del álbum, la banda anunció una gira como cabeza de cartel de otoño. A partir del 27 de septiembre, solo unas semanas después de su aparición en Worcester Self Help Fest, Wage War estuvo de gira con Like Moths to Flames, Polaris y Dayseeker en 2019.

## Lista de canciones
| N.º | Título               | Duración |  |
| 1.  | «Who I Am»           | 3:41     |  |
| 2.  | «Prison»             | 2:48     |  |
| 3.  | «Grave»              | 3:14     |  |
| 4.  | «Ghost»              | 3:21     |  |
| 5.  | «Me Against Myself»  | 3:57     |  |
| 6.  | «Hurt»               | 3:15     |  |
| 7.  | «Low»                | 3:47     |  |
| 8.  | «The Line»           | 3:14     |  |
| 9.  | «Fury»               | 3:19     |  |
| 10. | «Forget My Name»     | 3:22     |  |
| 11. | «Take the Fight»     | 3:38     |  |
| 12. | «Will We Ever Learn» | 4:00     |  |

## Posicionamiento en lista
| Lista (2019)                          | Posición |
| ------------------------------------- | -------- |
| Australian Albums (ARIA)              | 67       |
| Estados Unidos (Billboard 200)        | 112      |
| Estados Unidos (Top Rock Albums)      | 16       |
| Estados Unidos (Top Hard Rock Albums) | 5        |
| UK Rock & Metal Albums (OCC)          | 14       |
| Suiza (Schweizer Hitparade)           | 78       |

## Personal
Wage War
- Briton Bond - Voz, guitarras adicionales en "Hurt"
- Cody Quistad - Guitarra rítmica y voces claras
- Seth Blake - Guitarra líder
- Chris Gaylord - Bajo
- Stephen Kluesener - Batería